# Periquito-de-maurício
O periquito-de-maurício (nome científico: Psittacula echo) é um periquito endêmico da ilha Maurício, no sul do Oceano Índico. Seu nome popular local é katover. É o único psitacídeo sobrevivente das ilhas Mascarenhas, todos os outros foram extintos devido à atividade humana. Era semelhante ao periquito-de-reunião que habitava a ilha Reunião, e os dois podem ser tanto espécies distintas, subespécies da mesma espécie, ou o mesmo taxon. Considerando ambas da mesma espécie (e de subespécies diferentes), então o periquito-de-maurício fica com o nome científico Psittacula eques echo. Mas se considerado uma espécie separada, seu nome científico é Psittacula echo.